# Gammel Wiffertsholm
Gammel Wiffertsholm er en gammel hovedgård 8 km nord for Hadsund i Himmerland. Den blev oprettet i 1579 af rigsråd Axel Tønnesen Viffert. Den nuværende hovedbygning er opført i 1914-1915 efter tegninger af Jens Ingwersen. Den tidligere hovedbygning fra 1845 fungerer som forpagterbolig.
Gammel Wiffertsholm Gods er på 871,5 hektar med Ny Wiffertsholm, Sønderholt, Baisgård, Christines Minde, Lindgården og Hovskoven
Gården ligger i Solbjerg Sogn, Hellum Herred, Ålborg Amt, Skørping Kommune.

## Ejere af Gammel Wiffertsholm
- (1576-1580) Axel Tønnesen Viffert
- (1580) Margrethe Axelsdatter Viffert gift (1) Sehested (2) Urne
- (1580-1589) Evald Sehested
- (1589-1597) Margrethe Axelsdatter Viffert gift (1) Sehested (2) Urne
- (1597-1620) Jørgen Urne
- (1620-1622) Margrethe Axelsdatter Viffert gift (1) Sehested (2) Urne
- (1622-1630) Axel Jørgensen Urne
- (1630) Anne Jørgensdatter Urne gift Seefeld
- (1630-1643) Enevold Christoffersen Seefeld
- (1643-1651) Anne Jørgensdatter Urne gift Seefeld
- (1651-1662) Viffert Christoffersen Seefeld
- (1662-1678) Maren Christoffersdatter Seefeld
- (1678-1679) Ove Juul
- (1680-1728) Laurids Mortensen Kjærulf
- (1728-1739) Karen Jacobsdatter Geesmann gift Kjærulf
- (1739-1740) Anne Lauridsdatter Kjærulf gift (1) Svane (2) Benzon
- (1740-1761) Christen Sørensen Thestrup
- (1761-1764) Maren Nielsdatter Lynderup gift Thestrup
- (1764-1799) Søren Christensen Thestrup
- (1799-1824) Christen Michael Sørensen Thestrup
- (1824-1826) Enke Fru Thestrup
- (1826-1835) Hans Svanholm
- (1835-1836) Laurids Hansen Svanholm
- (1836-1880) Jens Lauridsen Svanholm
- (1880-1890) Laurids Lauridsen Svanholm
- (1890-1910) Jens Kraft Jacob Sophus Dinesen
- (1910-1932) Axel Wilhelm Jensen Dinesen
- (1932-1964) Ida van Deurs gift Dinesen
- (1964-1978) Birthe Alvilde Dinesen gift Lindegaard
- (1978-) Birthe Alvilde Dinesen gift Lindegaard / Flemming Christian Ramshart Lindegaard